# امیل جونسون
امیل جونسون (انگلیسی: Emil Jónsson؛ ۲۷ اکتبر ۱۹۰۲ – ۳۰ نوامبر ۱۹۸۶) یک سیاست‌مدار اهل ایسلند بود.